# Roger Scruton
Roger Vernon Scruton (Lincolnshire, 27. veljače 1944. – 12. siječnja 2020.), engleski je filozof i pisac, specijaliziran u filozofiji politike i estetici, poznat kao jedan od najistaknutijih predstavnika tradicijskoga konzervativizma.
Od 1982. do 2001. bio je urednikom konzervativnih političkih novina The Salisbury Review. Uz to što je autor 50 knjiga, Scruton je napisao i dva romana te dvije opere. Njegovi su najpoznatiji radovi Značenje seksualnosti (1980.), Sexual Desire (1986.), Estetika glazbe (1997.) i Kako biti konzervativac (2014.). Svoj spisateljski doprinos dao je radeći u poznatim medijima, a neki od njih su The Times, The Spectator i New Statesman.
Scruton prihvaća konzervativizam za vrijeme pariških studentskih prosvjeda u svibnju 1968., kojima je i sam bio svjedok. Bio je profesor estetike na Birkbeck Collegeu u Londonu te je nakon toga bio na povremenim akademskim položajima na Sveučilištu u Oxfordu i Sveučilištu St. Andrews. Na Ethics and Public Policy Centeru obavljao je dužnost višeg suradnika.
Proglašen je vitezom 2016. zbog „doprinosa u polju filozofije, poučavanja i javnog obrazovanja”.